# モンディアルラグビーアマチュア2023
モンディアルラグビーアマチュア2023（Mondial Rugby Amateur2023）は、2023年9月22日から2023年10月2日までフランスプロヴァンス地方にて開催されたアマチュアラグビー国際大会である。なお日本のメディアでは第1回ワールドアマチュアラグビーフェスティバルと表記される。

## 概要
ラグビーワールドカップ2023開催期間中に同じフランスにてディーニュ＝レ＝バンなどの7都市で開催予定。なおラグビーW杯出場国を中心とする20チームが参加。またアマチュア選手のみ参加できる。日本からは岩手県及び同県釜石市が「いわて釜石ラグビーフットボールクラブ」として選手派遣する予定。

## 参加チーム
- フランス RCディゴワン
- ニュージーランド テアワムツスポーツRC
- イタリア ラグビー・ブレシア（イタリア語版）
- チリ コブス&コグス
- アルジェリア JSラグビー・ベジャイア（フランス語版）
- フィジー ヤマシア・ラグビー
- ジョージア デェヴェビ DEVEBI
- 日本 いわて釜石ラグビーフットボールクラブ
- オーストラリア サザンライオンズRUFC
- ルーマニア GFPRC
- サモア ラカピサモアクラブ
- 南アフリカ共和国 ハミルトンシーポイントRFC
- アイルランド エニスRFC（英語版）
- イングランド ラグビー・ライオンズ
- トンガ コロモトゥッアRFC
- ウェールズ ランダフRFC（英語版）
- スコットランド オーバンローンRFC（英語版）
- アメリカ合衆国 ライノズ・ラグビー
- ウルグアイ カラスコ・ポロ・クルブ
- アルゼンチン ロルダンRC